# Tahićanski jezik
Tahićanski jezik (ISO 639-3: tah), polinezijski jezik malajsko-polinezijske porodice, iz Francuske Polinezije, kojim govori oko 124 000 ljudi, Tahićana, od čega 117 000 u Francuskoj Polineziji (1977 popis) a ostali u Novoj Kaledoniji, Novom Zelandu, Vanuatuu. Unutr ovog broja govori ga i nekoliko tisuća ne-tahićana.
Zajedno s još šest drugih jezika pripada tahićanskoj podskupini. Leksički je najbliži rarotonškom [rar]. Uz francuski je jedan od dva službena jezika Francuske Polinezije.

## Vanjske poveznice
- Ethnologue (14th)
- Ethnologue (15th)